# Савченко Олександр Олександрович
Олександр Олександрович Савченко (рос. Александр Александрович Савченко, *20 червня 1942, Грозний, Чечено-Інгушська АРСР, СРСР — †29 березня 2008) —  радянський футболіст, що грав на позиції воротаря.
Виступав за єреванський «Арарат», донецький «Шахтар» та харківський «Металіст». Майстер спорту СРСР (з 1969).

## Біографія
Починав грати у футбол в команді «Терек» (Грозний). Перший тренер — Олег Павлович Коломієць.
У 1963 році грав за вищоліговий «Арарат» (Єреван) і молодіжну збірну Радянського Союзу. Протягом 1964—1965 років виступав за вищоліговий «Шахтар» (Донецьк).
Навесні 1965 року перейшов до команди другої групи класу «А», харківського «Авангарду» (у 1967 році змінив назву на «Металіст»). Воротар швидко став одним з найкращих у клубі.
Із 260 матчів, проведених за «Металіст», понад 100 відстояв «на нуль» — цей рекорд не побито й досі.
Помер у ніч з 29 на 30 березня 2008 року.
Воротарські традиції Олександра Савченка зараз підтримує у «Металісті» його зять — Олександр Горяїнов, який одружений з донькою колишнього футболіста, Нелею.